# Цуруй

43°13′47″ пн. ш. 144°19′16″ сх. д. / 43.22972° пн. ш. 144.32111° сх. д.
Цуру́й (яп. 鶴居村, つるいむら, МФА: [t͡suɾui̯ muɾa]) — село в Японії, в повіті Акан округу Кусіро префектури Хоккайдо. Станом на 1 жовтня 2008 року площа села становила 571,84 км². Станом на 31 березня 2017 населення села становило 2517 осіб.